# Live Songs
Live Songs är ett livealbum av Leonard Cohen, utgivet 1973. Albumet innehåller fem spår från Songs from a Room, Cohens andra studioalbum. Därtill återfinns den tonsatta dikten "Queen Victoria" samt några mer eller mindre improviserade nummer. Huvuddelen av albumet spelades in 1972, förutom "Please Don't Pass Me By (A Disgrace)" samt "Tonight Will Be Fine", inspelade 1970.

## Låtlista
1. "Minute Prologue" – 1:12 (London)
2. "Passing Through" – 4:05 (London)
3. "You Know Who I Am" – 5:22 (Bryssel)
4. "Bird on the Wire" – 4:27 (Paris)
5. "Nancy" – 3:48 (London)
6. "Improvisation" – 3:17 (Paris)
7. "Story of Isaac" – 3:56 (Berlin)
8. "Please Don't Pass Me By (A Disgrace)" – 13:00 (London)
9. "Tonight Will Be Fine" – 6:06 (Isle of Wight-festivalen)
10. "Queen Victoria" – 3:28 (Tennessee)

- Samtliga låtar skrivna av Leonard Cohen utom "Passing Through" (av Dick Blakeslee, arrangemang av L. Cohen).  Inspelningsplats anges inom parentes.

## Medverkande
Musiker
- Leonard Cohen – sång, akustisk gitarr
- David O'Connor – akustisk gitarr
- Ron Cornelius – akustisk gitarr, elgitarr
- Elkin Fowler – banjo, gitarr
- Peter Marshal – basgitarr, kontrabas
- Charlie Daniels – basgitarr, violin
- Bob Johnston – piano, orgel, munspel
- Aileen Fowler, Corlynn Hanney, Donna Washburn, Jennifer Warren – körsång

Produktion
- Bob Johnston – musikproducent
- Bob Potter – ljudtekniker
- S. B. Elrod – foto